# Hemangioma hepàtic
Un hemangioma hepàtic cavernós o hemangioma hepàtic és un tumor benigne del fetge, format per grans espais vasculars revestits per un endoteli hepàtic monocapa. És el tumor hepàtic benigne més comú. Pot aparèixer de manera aïllada o formant part d'una síndrome, incloent la de Rendu-Osler-Weber, la de Von Hippel-Lindau o la de Maffucci. Sol ser asimptomàtic i diagnosticat incidentalment en imatges radiològiques o al practicar una laparotomia per altres problemes intraabdominals. Es creu que els hemangiomes hepàtics són d'origen congènit. La seva ruptura espontània és un fet poc comú amb una mortalitat alta. Eventualment, pot arribar a trencar la càpsula hepàtica i ser la causa d'un hemoperitoneu. L'any 2007, la incidència d'hemangiomes hepàtics entre la població pediàtrica dels Estats Units s'estimava en un 5 per cent, aproximadament.
La tècnica d'imatge mèdica més útil pel diagnòstic dels hemangiomes hepàtics és l'ecografia de l'abdomen. El signe de l'aleteig és un fenomen ecogràfic singular, en el qual les zones internes d'ecogenicitat de l'hemangioma hepàtic semblen estar en moviment. En alguns hemangiomes hepàtics atípics pot ser necessària la pràctica d'una tomografia computada i/o una ressonància magnètica abans de decidir el tipus de tractament adequat. Existeixen diversos subtipus, com ara l'hemangioma hepàtic gegant (més de 4-5 cm de diàmetre màxim), el qual pot causar complicacions abdominals de diversa importància quan creix, l'hemangioma hepàtic esclerosant o l'hemangioma hepàtic infantil difús. Els hemangiomes hepàtics gegants en ambdós lòbuls del fetge són infreqüents i poden ser tributaris d'una àmplia resecció quirúrgica quan causen símptomes greus. És del tot insòlita la concurrència en un mateix individu d'un angiosarcoma cardíac primari i un hemangioma cavernós hepàtic, d'una síndrome de Kasabach-Merritt i un hemangioma hepàtic gegant o d'un angiolipoma hepàtic, un hemangioma cavernós i un carcinoma hepatocel·lular. Els hemangiomes hepàtics exofítics de morfologia peduncular, els que formen anastomosis i els associats a un hemangioma coroïdal són entitats clíniques força inusuals. Rarament, el sagnat intern d'un hemangioma hepàtic es manifesta com una febre d'origen desconegut o coexisteix en un infant amb un hamartoma mesenquimatós hepàtic. Una complicació poc comuna dels hemangiomes hepàtics esclerosants gegants és la síndrome de Bornman-Terblanche-Blumgart. S'ha descrit el desenvolupament d'hemangiomes hepàtics com a efecte secundari de l'administració de camrelizumab (un anticòs monoclonal humanitzat) a malalts amb diversos tipus de càncer.